# 裸眉鸫属
裸眉鸫属（学名：Philepitta），是裸眉鸫科的一属。属下共有2种鸟类。

## 词源
裸眉鸫属的学名Philepitta是由用于吮蜜鸟属学名的法语名称philédon，与八色鸫属学名pitta组合而来。

## 种
- 紫黑裸眉鸫
- 施氏裸眉鸫